# Покровский, Алексей Алексеевич
Алексе́й Алексе́евич Покро́вский (27 ноября 1916, г. Скобелев [ныне Фергана], Ферганская область, Российская Империя — 28 ноября 1976, Москва, СССР) — советский биохимик, академик АМН СССР (1969—76).

## Биография
Родился Алексей Покровский 27 ноября 1916 года в Фергане в семье врача-офтальмолога Алексея Ивановича Покровского. В 1923 году семья переехала в Воронеж, где Алексей поступает в Воронежский медицинский институт и оканчивает его в 1940 году с красным дипломом. Руководство медицинского института Алексею Алексеевичу рекомендует его для работы в Москве. С 1940 года до смерти научная деятельность Алексея Покровского была связана с Москвой. Работал в ряде НИИ Москвы. С 1952 по 1976 год занимал должность профессора кафедры биохимии 1-го и 2-го Московского медицинского института, одновременно с этим с 1961 по 1976 год занимал должность директора и заведующего лабораторией энзимологии Института питания АН СССР.
Скончался Алексей Покровский 28 ноября 1976 года в Москве, спустя всего день после празднования своего 60-летнего юбилея.
Брат — Вадим Алексеевич Покровский (1909—1987), доктор медицинских наук, зав. кафедрой Воронежского мединститута, автор сборника стихов (1933). Был знаком с Мандельштамом во время его воронежской ссылки, упоминается в его стихах.
Похоронен на Кунцевском кладбище.

## Научные работы
Основные научные работы посвящены биохимии питания. Алексей Алексеевич — автор свыше 350 научных работ.
- Доказал влияние питания на структуру и функцию клеточных мембран.
- Руководил уточнением норм питания для различных групп населения СССР.

## Членство в обществах
- Член совета Международного союза специалистов по питанию.
- Член ряда других научных обществ.

## Награды и премии
- Орден Красной Звезды (дважды)
- Орден Ленина (1976)[4]
- Орден Октябрьской Революции
- Орден Трудового Красного Знамени
- Государственная премия СССР (1971)
- Медаль имени Я. Пуркене Чехословацкого медицинского общества.